# Halowe Mistrzostwa Polski Seniorów w Lekkoatletyce 2005
46. Halowe Mistrzostwa Polski Seniorów w Lekkoatletyce – zawody sportowe, które rozegrano 19 i 20 lutego 2005 w Spale, w hali Ośrodka Przygotowań Olimpijskich.

## Rezultaty

### Mężczyźni
| Konkurencja:              | 1. miejsce                             | Rezultat | 2. miejsce                            | Rezultat | 3. miejsce                                                  | Rezultat |
| Bieg na 60 m              | Łukasz Chyła SKLA Sopot                | 6,60     | Marcin Nowak AZS-AWF Kraków           | 6,72     | Leszek Dyja AZS-AWF Kraków                                  | 6,79     |
| Bieg na 200 m             | Marcin Urbaś AZS-AWF Kraków            | 21,18    | Marcin Jędrusiński AZS Poznań         | 21,42    | Leszek Dyja AZS-AWF Kraków                                  | 21,73    |
| Bieg na 400 m             | Piotr Rysiukiewicz Śląsk Wrocław       | 46,90    | Marcin Marciniszyn Śląsk Wrocław      | 46,96    | Paweł Ptak AZS-AWF Wrocław                                  | 48,01    |
| Bieg na 800 m             | Mirosław Formela Sporting Międzyzdroje | 1:48,87  | Grzegorz Krzosek RLTL ZTE Radom       | 1:48,64  | Ireneusz Sekretarski Vectra Włocławek                       | 1:50,02  |
| Bieg na 1500 m            | Rafał Snochowski Wawel Kraków          | 3:43,99  | Yared Shegumo Polonia Warszawa        | 3:45,52  | Michał Bernardelli Warszawianka                             | 3:47,03  |
| Bieg na 3000 m            | Radosław Popławski Astra Nowa Sól      | 7:59,94  | Michał Bernardelli Warszawianka       | 8:07,53  | Rafał Snochowski Wawel Kraków                               | 8:07,69  |
| Bieg na 60 m przez płotki | Tomasz Ścigaczewski AZS Poznań         | 7,88     | Mariusz Kubaszewski Zawisza Bydgoszcz | 7,92     | Artur Kohutek Zawisza Bydgoszcz                             | 7,97     |
| Chód na 5000 m            | Grzegorz Sudoł AZS-AWF Kraków          | 19:17,75 | Roman Magdziarczyk AZS-AWFiS Gdańsk   | 19:34,13 | Benjamin Kuciński AZS-AWF Katowice                          | 19:44,83 |
| Skok wzwyż                | Michał Bieniek AZS-AWF Wrocław         | 2,30     | Robert Wolski MKLA Łęczyca            | 2,28     | Aleksander Waleriańczyk Wawel Kraków                        | 2,19     |
| Skok o tyczce             | Adam Kolasa KL Gdynia                  | 5,60     | Przemysław Czerwiński MKL Szczecin    | 5,50     | Daniel Nowocin Skra Warszawa Krzysztof Skrzyński OST Gdańsk | 5,00     |
| Skok w dal                | Tomasz Mateusiak Intercell Ostrołęka   | 7,86     | Marcin Starzak Wawel Kraków           | 7,80     | Michał Łukasiak AZS-AWF Warszawa                            | 7,67     |
| Trójskok                  | Jacek Kazimierowski MKLA Łęczyca       | 16,66    | Konrad Katarzyński AZS-AWF Kraków     | 16,16    | Mateusz Parlicki AZS-AWF Katowice                           | 15,68    |
| Pchnięcie kulą            | Tomasz Majewski AZS-AWF Warszawa       | 19,80    | Leszek Śliwa Zawisza Bydgoszcz        | 18,59    | Dominik Zieliński Lechia Gdańsk                             | 18,02    |
| Siedmiobój                | Robert Gindera Zawisza Bydgoszcz       | 5734     | Łukasz Płaczek AZS-AWFiS Gdańsk       | 5322     | Łukasz Zambrzycki Zawisza Bydgoszcz                         | 5245     |

### Kobiety
| Konkurencja:              | 1. miejsce                           | Rezultat | 2. miejsce                              | Rezultat | 3. miejsce                              | Rezultat |
| Bieg na 60 m              | Daria Onyśko AZS-AWF Poznań          | 7,26     | Małgorzata Flejszar LKS Ziemi Puckiej   | 7,41     | Dorota Dydo AZS Poznań                  | 7,47     |
| Bieg na 200 m             | Anna Pacholak AZS-AWF Warszawa       | 23,52    | Monika Bejnar AZS-AWF Warszawa          | 23,63    | Joanna Grzesiak AZS-AWFiS Gdańsk        | 24,14    |
| Bieg na 400 m             | Marta Chrust-Rożej AZS-AWF Wrocław   | 54,52    | Jolanta Wójcik AZS-AWF Kraków           | 55,07    | Agnieszka Karpiesiuk AZS-AWFiS Gdańsk   | 55,67    |
| Bieg na 800 m             | Ewelina Sętowska AZS-AWF Warszawa    | 2:03,23  | Małgorzata Pskit AZS-AWF Wrocław        | 2:04,35  | Monika Wiśniowska Victoria Stalowa Wola | 2:09,09  |
| Bieg na 1500 m            | Wioletta Janowska AZS-AWF Kraków     | 4:17,69  | Monika Wiśniowska Victoria Stalowa Wola | 4:33,60  | Joanna Kuś AZS-AWF Katowice             | 4:34,27  |
| Bieg na 3000 m            | Lidia Chojecka Pogoń Siedlce         | 8:51,62  | Iwona Lewandowska Vectra Włocławek      | 9:47,05  | Karolina Jarzyńska AZS-AWF Wrocław      | 9:548,44 |
| Bieg na 60 m przez płotki | Justyna Oleksy AZS-AWFiS Gdańsk      | 8,38     | Joanna Grzesiak AZS-AWFiS Gdańsk        | 8,41     | Joanna Kocielnik Orzeł Warszawa         | 8,46     |
| Chód na 3000 m            | Sylwia Korzeniowska AZS-AWF Katowice | 12:48,06 | Agnieszka Olesz AZS-AWF Katowice        | 13:28,02 | Paulina Buziak Sokół Mielec             | 13:37,08 |
| Skok wzwyż                | Anna Ksok Śląska Wrocław             | 1,82     | Marta Borkowska AZS-UMCS Lublin         | 1,79     | Kamila Stepaniuk Podlasie Białystok     | 1,79     |
| Skok o tyczce             | Monika Pyrek MKL Szczecin            | 4,70     | Anna Rogowska SKLA Sopot                | 4,60     | Katarzyna Sowa OST Gdańsk               | 4,10     |
| Skok w dal                | Małgorzata Trybańska Warszawianka    | 6,31     | Liliana Zagacka Krokus Leszno           | 6,29     | Aleksandra Fila Start Lublin            | 6,12     |
| Trójskok                  | Liliana Zagacka Krokus Leszno        | 13,65    | Aneta Sadach Vis Ksawerów               | 13,35    | Aleksandra Fila Start Lublin            | 13,34    |
| Pchnięcie kulą            | Krystyna Zabawska Podlasie Białystok | 18,39    | Agnieszka Bronisz Płomień Sosnowiec     | 16,23    | Magdalena Sobieszek AZS-AWF Warszawa    | 16,05    |
| Pięciobój                 | Karolina Tymińska AZS-AWFiS Gdańsk   | 4329     | Beata Łukaszewska AZS-AWFiS Gdańsk      | 3880     | Beata Lewicka AZS-AWFiS Gdańsk          | 3668     |